# Forstercooperia
Forstercooperia es un género extinto de mamífero hiracodóntido indricoterino que vivió entre mediados a finales del Eoceno en Eurasia.

## Taxonomía
Forstercooperia es considerado como un rinocerotoide basal, y como resultado, muchas especies poco relacionadas entre sí han sido asignadas a este. Las especies además han sido divididas en exceso basándose rasgo pequeños o insignificantes. En muchas de las revisiones más inclusivas del género, se ha identificado que muchas de las especies son sinónimos más modernos de nombres anteriores, no son del género, o son potencialmente inválidas en alguna otra forma. Varios especímenes, cuya edad va del Eoceno medio al tardío, y en rango geográfico del este de Asia hasta Kazajistán, y hasta tan al oeste como Estados Unidos, han sido incluidos en algún momento en Forstercooperia. Material de muchos géneros diferentes también ha sido incluido alguna vez en Forstercooperia, como es el caso de Juxia y Uintaceras
En 1923, se desenterró un cráneo casi completo de un primitivo pariente de los rinocerontes. Este cráneo provenía de la Formación Irdin Manha del Eoceno tardío de Mongolia. El material, incluyendo el "frente del cráneo con todos los premolares y algunos dientes frontales", le fue dado el número de espécimen AMNH 20116. Fue descubierto originalmente en esa formación por George Olsen, y en 1938 fue descrito como un nuevo género y especie por Horace Elmer Wood II. Wood lo designó con el nombre binomial Cooperia totadentata para abarcar el material craneano. El nombre del género se dio en honor de Clive Forster-Cooper, quien realizó significativas contribuciones al conocimiento de los indricoterios. En 1939 Wood corrigió el nombre del género a Forstercooperia, debido a que fue informado de que el nombre Cooperia ya había sido utilizado. La especie Forstercooperia totadentata es actualmente considerada como la especie tipo, y la especie original de Wood Cooperia totadentata es ahora su sinónimo más moderno. La especie también es la única nombrada dentro de Forstercooperia que continúa siendo válida. También es el sinónimo más antiguo de F. shiwopuensis, una especie nombrada en 1974 por Chow et al..
En 1963, se descubrió un nuevo espécimen que incluía un cráneo parcial que contenía dienstes molares en los depósitos del Eoceno Superior de Mongolia. Estos restos fueron identificados como un verdadero rinoceronte por Wood, quien los consideró como un importante descubrimiento dada la escasa cantidad de material craneano de rinocerontes primitivos que estaba hasta entonces disponible. El 25 de julio de ese mismo año, Wood publicó un artículo relativo a la taxonomía y osteología de estos restos, en los cuales él los nombró con un nuevo nombre de género y especie (o binomial) así como se reclasificó una familia anteriormente nombrada ahora como una subfamilia para incluir al nuevo taxón. El nombre binomial creado fue Pappaceras confluens, clasificado como pariente cercano de Forstercooperia dentro de Forstercooperiinae (anteriormente Forstercooperiidae, nombrado en 1940 por Kretzoi). Wood señaló que el nombre del género derivaba de las palabras griegas πaππos, "abuelo", y alpha, "sin", y keras, "cuerno", de modo que se traduce como "el abuelo sin cuerno". El nombre de la especie, confluens se refiere en latín a la morfología confluyente de los dientes. El número de catálogo de este cráneo es AMNH 26660, y preserva específicamente la "mitad frontal del cráneo y una mandíbula completa, con muchos de sus dientes y los alveólos remanentes, totalizando una serie [dental] placentaria". Otros restos incluyen a los especímenes AMNH 26666 y AMNH 26667, el primero conteniendo un "ramo izquierdo de la mandíbula", y el último "un P3 [tercer premolar] aislado". Todos estos especímenes procedían de la misma localidad, las Arcillas Grises Superiores de la Formación Irdin Manha en Mongolia Interior. En la revisión hecha por Radnisky, se encontró que esta especie era asignable a Forstercooperia, y se acuñó la nueva denominación F. confluens. Esta especie es bien conocida, aunque en la revisión de 1981 de Forstercooperia, se identificó que esta especie no podía ser distinguida claramente de F. grandis. Por lo tanto, y dado que esta última especie tiene la prioridad, F. confluens ya no es más considerada como una especie válida, sino más bien un sinónimo más moderno de F. grandis. No obstante, en la descripción de Uintaceras se halló que F. grandis es inválido, y el nuevo género, y F. confluens serían una especie válida para el material asiático de F. grandis.
En la década de 1960, material nuevo descubierto en la Formación Irdin Manha fue identificado como perteneciente a una nueva especie de rinocerotoide. Originalmente, fueron considerados pertenecientes a F. confluens, ya que eran de la misma localidad que el holotipo de la especie. Luego fueron asignados a Forstercooperia sp., sin dársele un nuevo nombre. El material incluía un cráneo casi completo, una mandíbula casi completa, una parte anterior del cráneo, y un astrágalo. Los huesos fueron catalagados bajo los números de espécimen AMNH 26672, 26668, 26670, 26671, 107848, 107851, 107852, 107856, 26643, 26669, 26677, 107849, 26056 y F:AM 99662. En 1981, estos huesos fueron asignados por primera vez a una nueva especie por Lucas et al., Forstercooperia minuta. Se los diferenció como una nueva especie basándose en su tamaño y en la anatomía de sus dientes. Esta especie ha sido mantenida dentro de Forstercooperia en varias de las principales revisiones del género, como Lucas et al. en 1981, Lucas y Sobus en 1989, y Holbrook y Lucas en 1997. No obstante, Holbrook y Lucas identificaron que el único material norteamericano de F. minuta, F:AM 99662, no tenía rasgos que justificaran su inclusión con la especie, y lo reasignaron a un nuevo nombre binomial, Uintaceras radinskyi.
Una fila de dientes superiores de un indricoterio del Eoceno fue descubierta en 1974. Esta fue analizada por Chow, Chang y Ding, quienes publicaron un nuevo nombre de especie para esta, Forstercooperia shiwopuensis. Los autores notaron que era de la misma región y del mismo rango de tamaño que F. totadentata, y Lucas et al. (1981) encontraron que podría ser tentativamente la especie a la que pertenecería. El holotipo de F. totadentata carece de una fila de dientes superiores, y esta es presumiblemente del tamaño adecuado para representar los dientes faltantes. Lucas et al. señalaron que tenían el mismo tamaño y morfología que había sido predicho para esta especie.
En 1977, se publicó parte de la primera descripción de un dentario procedente de la Formación Sargamys de Kazajistán. Realizado por Gabunia, en el artículo se describe el dentario, así algún otro material. En las leyendas de las imágenes, el dentario es clasificado como Forstercooperia sp. aunque en el texto se use un nombre distinto. En el artículo, el dentario y sus dientes son asignados a una especie llamada Forstercooperia crudus, pero no se menciona su tamaño. Ya que en el texto no se dio una descripción de F. crudus, el nombre se considera como un nomen nudum. Aun así, este material es posiblemente asignable a F. minuta. En 1997, otros fósiles de Kazajistán, específicamente de la Formación Kolpak, fue asignado a F. minuta, lo que significa que ciertamente vivió en Kazajistán en la misma época que F. crudus.

### Especies y sinónimos
Forstercooperia ha sido representado por muchas especies diferentes en las distintas revisiones del género. En la primera revisión significativa, realizada por Leonard Radinsky y publicada en 1967, se determinó que muchas de las especies antes nombradas eran sinónimos más modernos, y que solo cuatro especies en el género ciertamente tenían validez. Radinsky señaló que de todas las especies publicadas, F. totadentata, F.? grandis, F. confluens, F. sharamurense y F. borissiaki eran las únicas válidas, creando las nuevas combinaciones de los nombres Juxia sharamurense, Hyrachyus grandis y Pappaceras borissiaki. Él asimismo sinonimizó a los géneros Pappaceras y Juxia con Forstercooperia.
En una revisión posterior enfocada puramente en el género Forstercooperia, se encpontró que había muy poca diversidad en las especies halladas válidas por Radinsky. Este trabajo, realizado por Spencer G. Lucas, Robert Schoch y Earl Manning y publicado en 1981 revisó todas las especies por entonces conocidas de Forstercooperia, nombrando a una nueva especie, F. minuta. A diferencia de Radinsky, este estudio consideró que Juxia debía mantenerse aparte, con F. borissiaki dentro de este género, y F. grandis como una especie definida. F. confluens, nombrado en 1963 por Wood, sería un sinónimo de F. grandis; F. sharamurunense, nombrado en 1964 por Chow y Chiu, sería sinónimo de F. borissiaki; F. jigniensis, nombrado en 1973 por Sahni y Khare, fue encontrado como una especie indeterminada; F. shiwopuensis, nombrado en 1974 por Chow, Chang y Ding, es un sinónimo de F. totadentata; F. ergiliinensis, nombrado en 1974 por Gabunia y Dashzeveg, fue determinado como sinónimo de Juxia borissiaki; y F. crudus, nombrado en 1977 por Gabunia, se determinó que era un nomen nudum. En 1989, Lucas y Jay Sobus señalaron que no se había identificado nuevo material del género, y que por lo tanto, sus conclusiones no fueron cambiadas.
En la última revisión del género, centrada en el material norteamericano, se halló que algunas de las conclusiones anteriores se habían hecho obsoletas. En este estudio publicado en 1997 por Luke Holbrook y Lucas, se nombró un nuevo género, Uintaceras para todo el material norteamericano de Forstercooperia. Holbrook y Lucas nombraron una nueva especie para este, U. radinskyi, asignándole todos los fósiles norteamericanos de F. minuta y F. grandis. Ellos encontraron que los rasgos que unían a F. grandis con Forstercooperia eran rasgos comunes a los rinocerotoides (plesiomorfias), y que F. grandis no era en realidad un hiracodóntido, siendo en cambio un pariente cercano de la familia Rhinocerotidae. Ellos concluyeron que F. grandis era un nomen dubium, que su material asiático era asignable a F. confluens, que por lo tanto Indricotheriinae era una subfamilia exclusivamente eurasiática, y finalmente que F. confluens era una especie válida. Otros estudios que han mencionado a Forstercooperia no han encontrado razón para contradecir estas conclusiones.

### Evolución

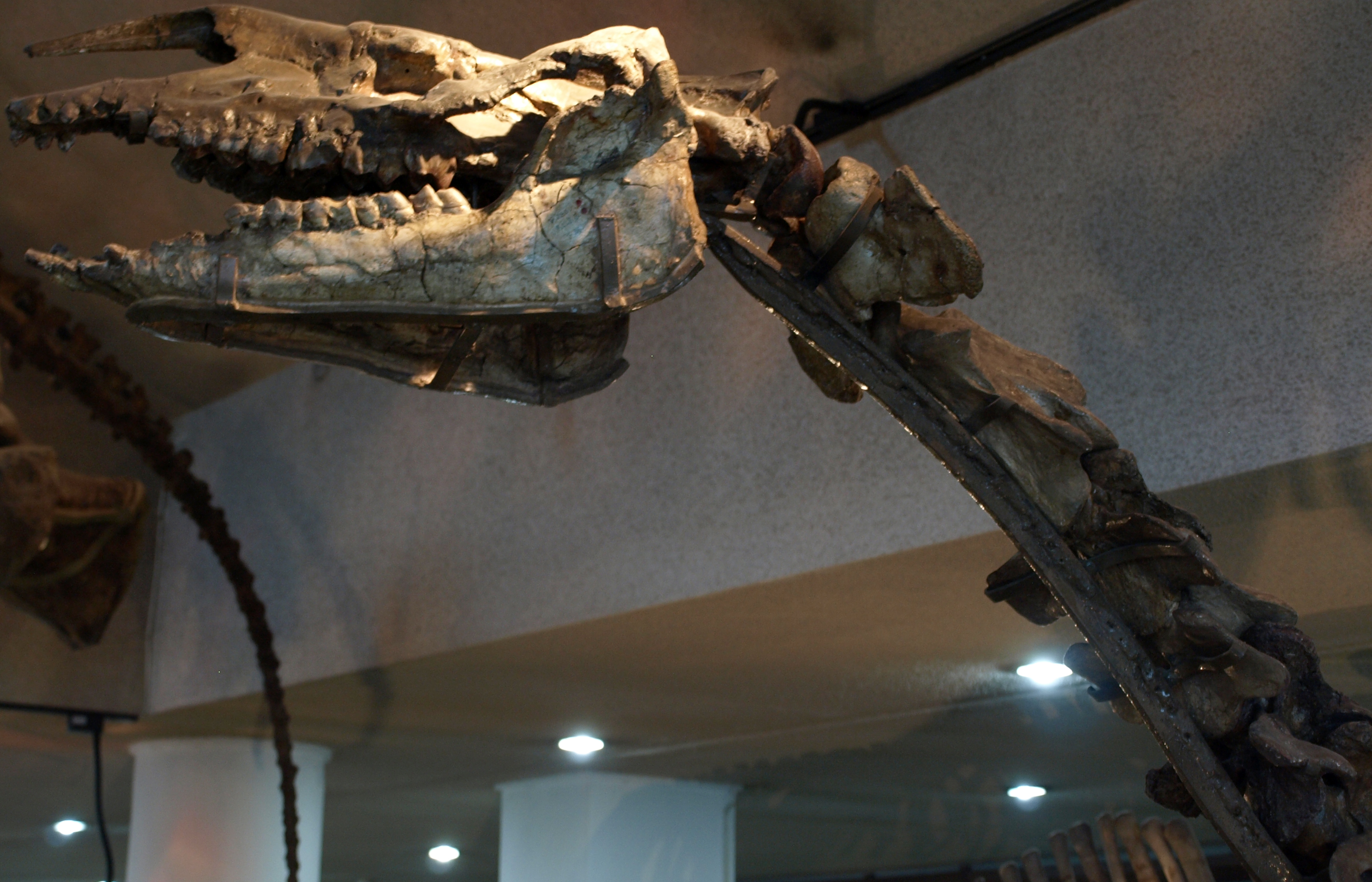
Cráneo y cuello de Juxia, un pariente de Forstercooperia, Museo Paleozoológico de China.

Se puede remontar el origen de la superfamilia Rhinocerotoidea hasta el Eoceno inferior — hace unos 50 millones de años — con sus primeros precursores como Hyrachyus. Rhinocerotoidea abarca a tres familias; los Amynodontidae, los Rhinocerotidae (los rinocerontes verdaderos), y los Hyracodontidae. La diversidad en el grupo de los rinocerontes fue mucho mayor que en la actualidad; sus tamaños iban desde el de un perro hasta el gigantismo de Paraceratherium. Hubo morfotipos correspondientes a animales corredores, con patas alargadas y formas rechonchas semiacuáticas. Muchas especies carecían de cuernos. Los fósiles de rinocerontes son identificados como tales principalmente por las características de sus dientes, los cuales son las partes de los animales que suelen perdurar. Los molares superiores de muchos rinocerontes tienen un patrón en forma de pi (π) en la corona, y cada molar inferior tiene figuras en forma de L emparejadas. Varios rasgos craneales son empleados también para la identificación de los rinocerontes extintos.
La subfamilia de los Indricotherinae, a la cual pertenece Forstercooperia, se considera como parte de Hyracodontidae, un grupo que contiene especies con extremidades alargadas adaptadas a correr, como Hyracodon. Los indricoterinos se distinguen por su gran tamaño y la estructura derivada de sus hocicos, incisivos y caninos. El más antiguo indricoterino conocido es Forstercooperia del tamaño de un perro del Eoceno medio y superior de Eurasia. Juxia del tamaño de una vaca es conocido de fósiles del Eoceno medio; para el Eoceno superior el género Urtinotherium de Asia casi había alcanzado el tamaño del mayor de todos, Paraceratherium. El género se diferencia por los rasgos de su incisión nasal, su dentadura, anatomía de los dientes, las proporciones de los mismos y su tamaño corporal. Retenía rasgos relativamente primitivos al poseer tres incisivos, los caninos inferiores, y los primeros premolares inferiores.
A continuación se encuentra un cladograma basado en el análisis filogenético realizado por Lucas y Sobus en su revisión de 1989 de los Indricotheriinae:
|  | Juxia                                                             |
|  |                                                                   |
|  | \| \| Urtinotherium \| \| \| \| \| \| Paraceratherium \| \| \| \| |
|  |                                                                   |
|  | Urtinotherium                                                     |
|  |                                                                   |
|  | Paraceratherium                                                   |
|  |                                                                   |

|  | Urtinotherium   |
|  |                 |
|  | Paraceratherium |
|  |                 |

|  | Juxia                                                             |
|  |                                                                   |
|  | \| \| Urtinotherium \| \| \| \| \| \| Paraceratherium \| \| \| \| |
|  |                                                                   |
|  | Urtinotherium                                                     |
|  |                                                                   |
|  | Paraceratherium                                                   |
|  |                                                                   |

|  | Urtinotherium   |
|  |                 |
|  | Paraceratherium |
|  |                 |

|  | Juxia                                                             |
|  |                                                                   |
|  | \| \| Urtinotherium \| \| \| \| \| \| Paraceratherium \| \| \| \| |
|  |                                                                   |
|  | Urtinotherium                                                     |
|  |                                                                   |
|  | Paraceratherium                                                   |
|  |                                                                   |

|  | Urtinotherium   |
|  |                 |
|  | Paraceratherium |
|  |                 |

|  | Juxia                                                             |
|  |                                                                   |
|  | \| \| Urtinotherium \| \| \| \| \| \| Paraceratherium \| \| \| \| |
|  |                                                                   |
|  | Urtinotherium                                                     |
|  |                                                                   |
|  | Paraceratherium                                                   |
|  |                                                                   |

|  | Urtinotherium   |
|  |                 |
|  | Paraceratherium |
|  |                 |

En un estudio de 1999, Holbrook por su parte halló que los indricoterinos estaban por fuera del grupo de los hiracodóntidos y escribió que los indricoterinos podrían no ser una agrupación monofilética. Él llevó a cabo un análisis filogenético el cual situó de manera sucesiva a Uintaceras, a los aminodóntidos, luego a Paraceratherium, luego a Juxia junto a Forstercooperia, y finalmente a los hiracodóntidos como los grupos externos de los Rhinocerotidae dentro de Rhinocerotoidea. Sin embargo, este análisis no incluyó al género Urtinotherium.